# Jürgenohl
Jürgenohl ist ein Stadtteil von Goslar am Harz mit 8331 Einwohnerinnen und Einwohnern (Stand: 31. Januar 2019). Der Stadtteil, zu dem auch Kramerswinkel gehört, ist ein Wohnviertel nördlich der Altstadt von Goslar und des Stadtteils Georgenberg.

## Geschichte
Der Stadtteil Jürgenohl entstand nach dem Zweiten Weltkrieg größtenteils auf dem ehemaligen Rollfeld des Fliegerhorsts Goslar als planmäßige Neusiedlung für Ostvertriebene.
Im Februar 1948 gab es Verhandlungen darüber, wie das ehemalige Flughafengeländes genutzt werden soll. Es wurde ein Antrag auf Bebauung des Flugfeldes mit Wohnungen für 12.000 Menschen gestellt, der von der Militärregierung genehmigt wurde. Die Bebauung begann im März 1949. Die ersten Gebäude besaßen zunächst keinen Wasseranschluss. Es gab lediglich einen Brunnen auf dem Platz und eine provisorische Toilette (Plumpsklo), das den 8 Familien im Freien hinter den Häusern zur Verfügung stand. Die ersten Häuser wurden am 17. Dezember 1949 bezogen. Erst im September 1950 konnten sie an das Wasserleitungsnetz angeschlossen werden. Diese Erstbebauung befand sich am Trebnitzer Platz, auf dem später Hochhäusern errichtet wurden.
Mitte der 1960er Jahre erhielt Jürgenohl eine eigene Volksschule.
Außer im Kramerswinkel sind alle Straßen nach Städten in Pommern, Schlesien, Ostpreußen und im Sudetenland benannt:
| - Allensteiner Straße - Beuthener Weg - Braunsberger Straße - Breslauer Straße - Brieger Weg - Bromberger Straße - Bunzlauer Weg - Danziger Straße - Elbinger Weg - Glatzer Weg - Gleiwitzer Weg - Glogauer Straße - Graudenzer Straße | - Grünberger Weg - Hirschberger Straße - Insterburger Straße - Karlsbader Straße - Kolberger Straße - Königsberger Straße - Kösliner Straße - Kreuzburger Weg - Landsberger Weg - Lauenburger Straße - Liegnitzer Straße - Marienburger Straße | - Oppelner Weg - Ortelsburger Straße - Pillauer Weg - Posener Weg - Reichenberger Weg - Stargarder Straße - Stettiner Straße - Teplitzer Weg - Tilsiter Straße - Trebnitzer Platz - Troppauer Straße - Waldenburger Straße |

### Name
Der Namensteil Jürgen bezieht sich, ebenso wie beim Stadtteil Georgenberg, auf das mittelalterliche und das barocke Georgsstift und dessen Ländereien. Ohl ist eine Ableitung von Aue und bedeutet „Land am Wasser, Feuchtland“; das Wort ist auch im Namen des benachbarten Guts und Stadtteils Ohlhof enthalten. Bereits auf einer Karte von 1543 ist die Flurbezeichnung „Jorgen’oll“ (Georgswald) bekannt.

### Hauswandbilder in Jürgenohl

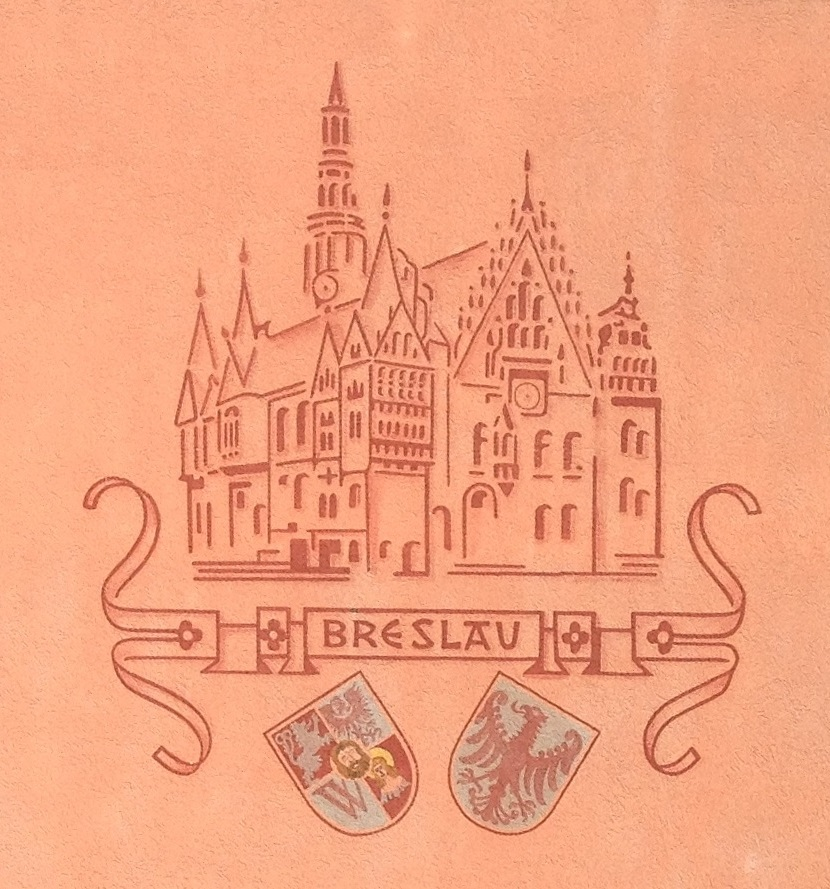
Breslau (in der Breslauer Straße)
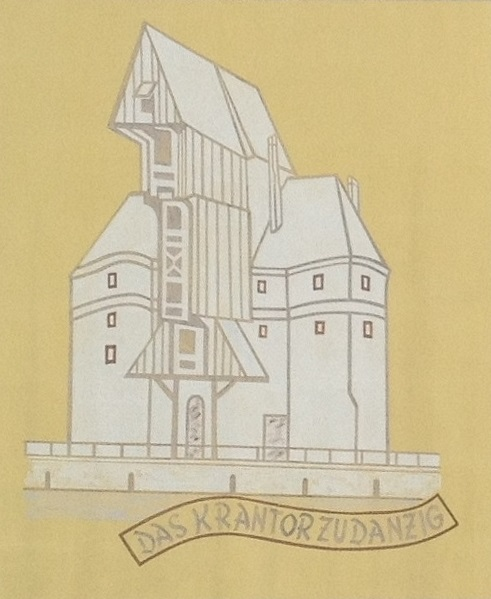
Das Krantor zu Danzig (in der Danziger Straße)
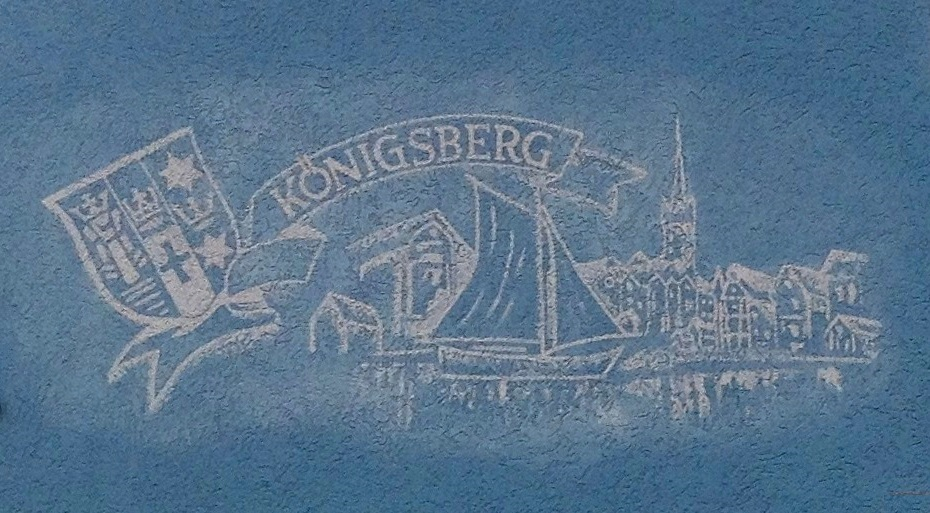
Königsberg (in der Königsberger Straße)

## Religionen
Die evangelisch-lutherische Kirchengemeinde St. Georg wurde nach dem Zweiten Weltkrieg im damals neuen Stadtteil Jürgenohl gegründet. 1954 wurde als erstes Gebäude ein Gemeindehaus errichtet, von 1961 bis 1963 entstand die heutige Kirche in der Graudenzer Straße. Die Gemeinde gehört heute zum Kirchenverband Goslar. Zu ihr gehört auch die Kindertagesstätte St. Georg im Elbinger Weg.
1960 wurde in Jürgenohl eine katholische Gemeinde gegründet, zunächst fanden die Gottesdienste in der Aula der Georgenbergschule statt. 1964 wurde der Grundstein für die St.-Benno-Kirche in der Marienburger Straße gelegt, 1965 erfolgte deren Weihe durch den Apostolischen Nuntius von Deutschland, Corrado Bafile. Die Kirche ist seit 2007 Filialkirche der Pfarrgemeinde St. Jakobus d. Ä. in Goslar. Nördlich von der Kirche befindet sich die katholische St.-Benno-Kindertagesstätte.

## Kultur und Sehenswürdigkeiten
- Auf dem Marktplatz von Jürgenohl befindet sich als Kunst im öffentlichen Raum die 2 m × 2,3 m × 3,6 m große Skulptur Kopf, die der Künstler Reinhard Buxel 1985 aus Sandstein geschaffen hat.[5]
- In der Robert-Koch-Straße am Südostrand von Jürgenohl steht die Bronzeskulptur Rübezahl des Künstlers Erich Elsner aus dem Jahr 1982 mit Blick auf den Harz. Es ist die überlebensgroße Version einer Skulptur aus dem Jahr 1955, die eine Höhe von 48,5 cm hatte.
- Im Ort selbst stehen zwei Sporthallen. Der größte Sportverein in Jürgenohl ist der SV Rammelsberg

## Wirtschaft und Infrastruktur

### Verkehr
Die Stadtbuslinien 801, 802, 803 und 806 führen durch Jürgenohl.
Jürgenohl grenzt unmittelbar an die Bundesstraße 6 im Süden und die Bundesstraße 82 im Osten.

### Öffentliche Einrichtungen

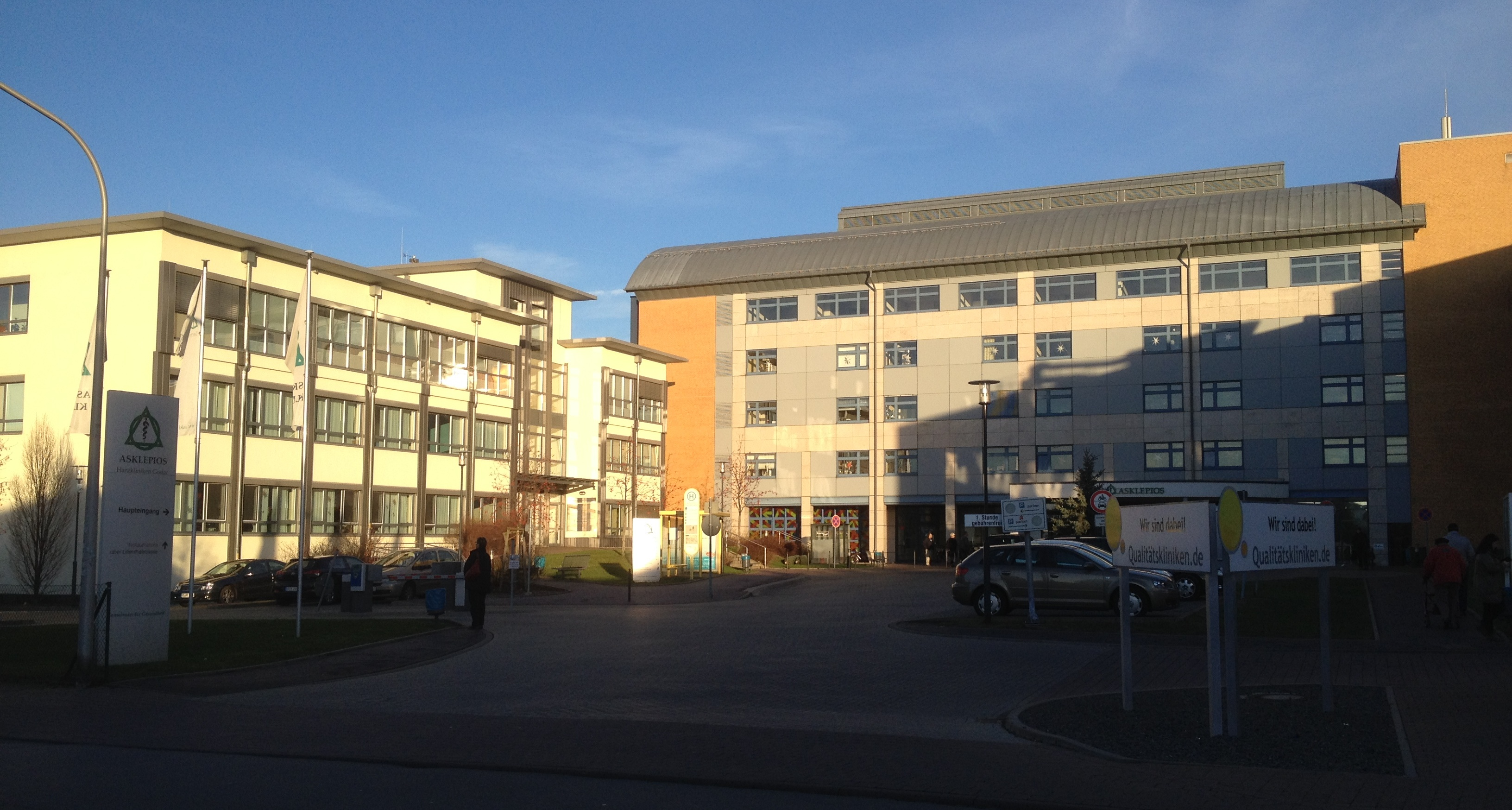
Krankenhaus

Am Nordrand von Jürgenohl befindet sich die Asklepios Harzklinik Goslar, ein akademisches Lehrkrankenhaus der Universität Göttingen.
Im Ort gibt es zwei Kindergärten und eine Grundschule, alle anderen Schulformen in den angrenzenden Stadtteilen.
An der Robert-Koch-Straße befindet sich das Jobcenter Goslar.

### Bundeswehr
Der Fliegerhorst Goslar befindet sich im Norden von Jürgenohl.
Seit Mitte 2010 ist der Bundeswehrstandort geschlossen.

## Persönlichkeiten
- Sigmar Gabriel (* 1959), SPD-Politiker, wuchs in Goslar-Jürgenohl auf.